# Коротка хроніка Імперії русів
Коротка хроніка Імперії русів (лат. Imperii Russorum breve chronicon) — коротка латинськомовна хроніка, створена ймовірно анонімним автором не пізніше початку XVII століття, що розповідала про давню історію Русі. Оригінальний текст хроніки вважається втраченим.
На хроніку посилається в праці «Дніпрові Камени» (бл. 1620) Іван Домбровський. Можливо, це була невідома сьогодні компіляція з літописного списку, привезеного до Києва на початку XVII ст. Захарією Копистенським, що була пристосована до шкільного вжитку, бо у віршованих рядках «Дніпрових Каменив» навпроти цієї бібліографічної позиції автор впадає у виразну дидактику:
Res nosse Heroum celebres, priscosque notare

Fastos, posterior Natorum quos sciat aetas.